# Chionaema securinervis
Chionaema securinervis är en fjärilsart som beskrevs av Kirby 1892. Chionaema securinervis ingår i släktet Chionaema och familjen björnspinnare. Inga underarter finns listade i Catalogue of Life.